# Molokai Airport
Molokai Airport ligt in Kaunakakai op het centrale plateau van het eiland Molokai in de Amerikaanse staat Hawaï. Het is het belangrijkste vliegveld van dit eiland. 

## Geschiedenis
Molokai Airport werd in 1927 opengesteld als Hoolehua Airport. In 1930 werd de naam veranderd.